# Australian Council of Trade Unions
De Australian Council of Trade Unions (ACTU) is een Australische vakbond.

## Historiek
De ACTU werd opgericht op 3 mei 1927 in de Victorian Trades Hall te Melbourne.

## Structuur
De hoofdzetel is gelegen in Queen Street te Melbourne. Huidig voorzitter is Michele O'Neil en huidig algemeen secretaris is Sally McManus.

### Bestuur
| Tijdspanne   | Voorzitter      |
| ------------ | --------------- |
| 1927 - 1934  | Billy Duggan    |
| 1934 - 1943  | Albert Monk     |
| 1943 - 1949  | Percy Clarey    |
| 1949 - 1969  | Albert Monk     |
| 1969 - 1980  | Bob Hawke       |
| 1980 - 1985  | Cliff Dolan     |
| 1985 - 1990  | Simon Crean     |
| 1990 - 1996  | Martin Ferguson |
| 1996 - 2000  | Jennie George   |
| 2000 - 2010  | Sharan Burrow   |
| 2010 - 2018  | Ged Kearney     |
| 2018 - heden | Sally McManus   |

| Tijdspanne   | Algemeen secretaris |
| ------------ | ------------------- |
| 1927 - 1943  | Charlie Crofts      |
| 1943 - 1949  | Albert Monk         |
| 1949 - 1956  | Reg Broadby         |
| 1956 - 1977  | Harold Souter       |
| 1977 - 1983  | Peter Nolan         |
| 1983 - 2000  | Bill Kelty          |
| 2000 - 2007  | Greg Combet         |
| 2007 - 2012  | Jeff Lawrence       |
| 2012 - 2017  | Dave Oliver         |
| 2017 - heden | Michele O'Neil      |

## Vakcentrales
- Australasian Meat Industry Employees Union
- Australian and International Pilots Association
- Australian Education Union
- Australian Institute of Marine and Power Engineers
- Australian Licensed Aircraft Engineers Association
- Australian Manufacturing Workers Union
- Australian Maritime Officers Union
- Australian Nursing and Midwifery Federation
- Australian Salaried Medical Officers Federation
- Australian Services Union
- Australian Workers' Union
- Breweries & Bottleyards Employees Industrial Union of Workers WA
- Civil Air Operations Officers Association of Australia
- Club Managers Association Australia
- Communications, Electrical and Plumbing Union of Australia
- Construction, Forestry, Maritime, Mining and Energy Union
- Community and Public Sector Union
- Electrical Trades Union of Australia

- Finance Sector Union
- Flight Attendants' Association of Australia
- Funeral and Allied Industries Union of NSW
- Health Services Union
- Independent Education Union of Australia
- Media, Entertainment and Arts Alliance
- National Tertiary Education Union
- National Union of Workers
- Police Association of New South Wales
- Professional Footballers Australia
- Professionals Australia
- Australian Rail Tram and Bus Industry Union
- Shop, Distributive and Allied Employees Association
- Transport Workers Union of Australia
- Union of Christmas Island Workers
- United Firefighters Union of Australia
- United Voice
- Association for Virgin Australia Group Pilots (VIPA)